# XVIIIe siècle en droit au Québec

Cet article présente une chronologie du droit au Québec de 1700 à 1799. La chronologie comprend un ensemble d'événements relatifs 1) à la constitution et à des lois majeures, 2) au système judiciaire et son administration, 3) à la jurisprudence des tribunaux 4) à la pratique du droit, 5) à des rapports de commissions d'enquête sur la justice et le gouvernement, 6) à l'enseignement et l'étude du droit.
| Date | Événement |
| ---- | --- |
| 1700 | Le 15 octobre, établissement de la Compagnie du Canada pour la traite du castor |
| 1701 | Ratification du traité de la Grande paix de Montréal entre la France et 39 peuples amérindiens. |
| 1703 | Le 16 juin, le roi augmente le Conseil supérieur de cinq nouveaux conseillers |
| 1704 | Le 18 juin, le roi émet une ordonnance concernant les échanges verbaux et écrits entre le procureur-général d'un côté et le président et les juges de l'autre, dans « les affaires plaidées à l'audience » |
| 1712 | Le 14 septembre, le roi rend un édit par lequel le Gouvernement de la Louisiane est établi. Le monopole du commerce avec le pays est accordée à Antoine Crozat. |
| 1713 | Dans la nuit du 5 au 6 janvier, le Palais du Conseil supérieur de Québec est détruit dans un incendie. |
| 1713 | Le 11 avril, par le Traité d'Utrecht, le roi de France cède l'Acadie, Terre-Neuve et la Baie d'Hudson au roi d'Angleterre. |
| 1715 | Le 12 septembre, le nouveau roi Louis XV rend un arrêt et une déclaration nommant le duc d'Orléans régent de France durant sa minorité. Le duc de Bourbon est également fait chef du Conseil de la régence sous l'autorité du duc d'Orléans. |
| 1716 | Le 2 mai, fondation de la Banque générale de John Law. |
| 1717 | Le 12 janvier, le roi fait un règlement visant l'implantation d'amirautés dans les colonies françaises. Le 20 novembre, l'amiral de France accorde une commission de lieutenant-général de l'Amirauté de Québec à M. de Lespinay. (L'Amirauté de Québec ne sera réellement active qu'à compter de 1719),. |
| 1717 | Le 11 mai, le roi rend un arrêt autorisant la création de bourses à Québec et Montréal. |
| 1717 | En août, le roi accorde ses lettres-patentes à la Compagnie d'Occident. Celle-ci se voit accorder le monopole commercial au Canada et en Louisiane pour une période de 25 ans. |
| 1717 | Le 27 septembre, le Pays des Illinois est incorporé au gouvernement de la Louisiane. |
| 1721 | Le 27 janvier, le gouverneur et l'intendant rendent une ordonnance par laquelle M. Lanouillier obtient pour une durée de 20 ans le privilège exclusif « de tenir les postes pour lettres, courriers et voitures publiques de Montréal à Québec. |
| 1721 | Le 8 juillet, en raison de l'incendie du 19 juin, l'intendant rend une ordonnance qui réglemente la construction des maisons pour limiter la propagation du feu lors d'un sinistre. |
| 1723 | Le 22 février, lors d'un lit de justice, le roi Louis XV déclare avoir atteint la majorité et prend les rênes du pouvoir par la suite. |
| 1730 | Le 25 mars, des lettres-patentes du roi précisent le rang du conseiller-clerc au Conseil supérieur de Québec. |
| 1742 | Au mois d'août, le roi autorise le gouverneur et l'intendant à nommer quatre assesseurs au Conseil supérieur, qui exercent la fonction de rapporteurs et lorsqu'ils ne sont pas rapporteurs, de substitut lorsque le nombre de juges est insuffisant pour juger. |
| 1743 | Le 25 novembre, le roi Louis XV défend aux communautés religieuses et autres gens de main-morte d'acquérir et posséder des biens immeubles, maisons, habitations ou héritages dans les colonies sans la permission expresse du roi par lettres-patentes enregistrées dans un Conseil supérieur. |
| 1747 | Le 12 février, la capitulation de Louisbourg est signée. |
| 1748 | Le 18 octobre, signature du Traité d'Aix-la-Chapelle par lequel Louisbourg est restitué à la France. |
| 1755 | Le 17 mai, l'Angleterre publie une déclaration contre la France qui lui répondit le mois suivant. |
| 1759 | Le 27 juin, le général James Wolfe placarde sur la porte de diverses églises, une proclamation adressée aux Canadiens qui les menace de représailles s'ils interfèrent dans la guerre entre la France et l'Angleterre. |
| 1759 | Le 25 juillet, une deuxième proclamation militaire menace d'exécuter les prisonniers français si les Canadiens ne se soumettent pas aux termes énoncés dans le premier placard d'ici le 10 août. |
| 1759 | Le 17 septembre, signature de la capitulation à Québec. Le district de Québec passe sous l'autorité militaire britannique. |
| 1759 | Le 24 novembre, le Conseil supérieur rend un arrêt sur la tenue des séances du Conseil à Montréal à la suite de la reddition de Québec. |
| 1760 | Le 8 septembre, signature de la capitulation à Montréal. Le Canada d'alors passe en entier sous la loi martiale de l'armée britannique. |
| 1760 | Le 22 septembre, le général Jeffery Amherst, commandant en chef des troupes britanniques en Amérique (et gouverneur de Virginie) placarde une proclamation adressée à la population concernant les gouvernements militaires qu'il vient d'installer dans les districts de Montréal et Trois-Rivières. |
| 1760 | Le 31 octobre, le général James Murray publie une ordonnance établissant des cours militaires dans le district de Québec. |
| 1762 | Le 17 avril, un arrêt du Parlement de Paris entraîne la suppression de la Société de Jésus. |
| 1762 | Le 13 novembre, l'Espagne accepte de prendre possession temporaire de la partie orientale de la Louisiane, plus la ville de La Nouvelle-Orléans que la France lui offre le 3 novembre par le Traité secret de Fontainebleau. |
| 1763 | Le 10 février, le Traité de Paris est signé entre la France, la Grande-Bretagne et l'Espagne. Au Canada, le traité entre en vigueur le 10 août 1764 en raison du délai de 18 mois accordé aux habitants qui désirent émigrer. |
| 1763 | Le 7 octobre, le roi de Grande-Bretagne George III émet une Proclamation royale touchant le gouvernement de Québec. |
| 1764 | Le 10 août, le major général James Murray reçoit et publie sa commission royale de capitaine général et gouverneur-en-chef de la Province de Québec. Il avait été nommé à ce poste le 21 novembre 1763. |
| 1764 | Le 24 août, le gouverneur Murray attribue une commission de juge en chef du Québec à William Gregory, une commission de procureur général du Québec à George Suckling et une commission de juge de la Cour de vice-amirauté du Québec à James Potts. |
| 1764 | Le 17 septembre, le gouverneur Murray et son Conseil publient une ordonnance qui met sur pied le système judiciaire pour administrer le droit anglais autant en matière criminelle que civile. |
| 1764 | Un groupe de 95 nouveaux sujets du roi de Grande-Bretagne adresse une pétition au roi au nom des habitants français concernant l'administration de la justice. |
| 1765 | Le x, Mgr Jean-Olivier Briand soumet une requête au roi George III pour qu'il retourne les biens des jésuites au Québec à leur destination primitive, c'est-à-dire au soutien de l'éducation et à l'entretien des missions. |
| 1765 | Le 11 février, sur ordonnance du gouverneur Murray, Adam Mabane, Francis Mounier, et John Fraser sont nommés juges de la Cour des plaidoyers communs pour les districts de Québec et Montréal. Pierre Mézière et Jean-Claude Panet sont reçus avocats avec pouvoir de plaider devant cette cour. |
| 1765 | Le 14 mars, le gouverneur Murray émet [peut-être] les premières commissions d'avocats à Jean-Baptiste Lebrun de Duplessis, François Lemaître-Lamorille, Jean-Antoine Saillant, et Guillaume Guillemin. |
| 1765 | Le 24 mai, John Burke, Arthur Davidson, Louis de Courville, Gerald Fitzgerald, Antoine Foucher, Guillaume Guillemin, Edward William Grant, Thomas Hall, Henry Kneller et Jean-Baptiste Lebrun sont reçus avocats par commission du gouverneur Murray. |
| 1765 | Le 6 décembre, durant la nuit, un groupe d'hommes au visage noirci pénètrent dans la demeure du juge de paix Thomas Walker, le tabassent, le mutilent et le laissent pour mort. Il survit et la poursuite des auteurs présumés de l'agression donnera l'Affaire Thomas Walker. |
| 1766 | Le 21 janvier, Jean-Olivier Briand reçoit ses bulles d'évêque du pape Clément XIII. Il arrive à Québec le 28 juin et prend possession du siège de l'évêché de Québec le 19 juillet. |
| 1766 | Le 24 février, le gouverneur Murray reçoit des instructions par lesquelles il doit, entre autres, publier une ordonnance à l'effet que les nouveaux sujets catholiques puissent être jurés, avocats, procureurs, etc.. |
| 1766 | Le 14 avril, le procureur-général William de Grey et le solliciteur-général Charles Yorke remettent leur rapport sur le gouvernement civil du Canada aux seigneurs du comité du Conseil privé pour les affaires coloniales (Lords du commerce). |
| 1766 | Le 1er juillet, le gouverneur et son Conseil rendent une ordonnance qui modifie l'ordonnance du 17 septembre 1764 conformément aux instructions du 24 février concernant l'éligibilité des catholiques comme jurés, avocats, procureurs, etc.. |
| 1766 | Le 25 septembre, William Hey est nommé juge en chef du Québec en remplacement de William Gregory et Francis Maseres est nommé solliciteur-général du Québec en remplacement de George Suckling. |
| 1766 | Le 28 novembre, le lieutenant-gouverneur Carleton recompose le Conseil comme suit : le juge-en-chef William Hey, le surintendant-général Charles Stewart, H.-T. Cramahé, John Goldfrap, Thomas Mills, Samuel Holland, Walter Murray, Thomas Dunn, François Mounier, Benjamin Price, James Cuthbert. |
| 1767 | Le 2 juin, la Chambre des lords du Parlement britannique adopte une résolution enjoignant au gouvernement de légiférer sur le gouvernement civil et religieux du Québec. |
| 1767 | Le 26 juin, le Conseil privé du roi désavoue une ordonnance du 17 juillet 1764 car elle est jugée contraire aux instructions transmises au gouverneur Murray. |
| 1767 | Le 28 août, un décret du Conseil privé britannique demande la production d'un rapport sur l'administration de la justice au Québec par le gouverneur et les officiers légaux de cette province. |
| 1768 | Le 18 janvier, le procureur général Fletcher Norton et le solliciteur général William de Grey présentent leur rapport final sur le gouvernement civil et religieux au Conseil privé du roi. |
| 1768 | En février, des anciens sujets résidant au Québec intentent un procès contre le gouverneur Murray. Il se défend à Londres devant un comité du Conseil privé du roi qui l'acquitte . |
| 1768 | Le 12 avril, Guy Carleton reçoit sa commission de gouverneur. |
| 1769 | Le 27 février, sur ordre du Conseil privé, Francis Maseres transmet au gouverneur Carleton son rapport sur l'état des lois et l'administration de la justice. Guy Carleton, qui n'admet pas que l'ensemble des lois britanniques aient été introduites dans la colonie par la proclamation royale d'octobre 1763, ignora le rapport et en fit préparer un autre qui reconnaissait que le droit anglais n'était en force qu'en matière criminelle.                                                                                   |
| 1769 | Le 12 juillet, le Conseil de Québec fait parvenir une lettre circulaire à l'ensemble des juges de paix du district de Montréal pour qu'ils mettent fin à certaines pratiques tendant à opprimer les sujets, particulièrement les Canadiens. |
| 1769 | Le 29 août, le comité nommé par le Conseil de Québec pour enquêter sur l'administration de la justice de paix remet son rapport. Il expose la pratique de certains juges de paix de mettre en vente les propriétés de personnes pour paiement de dettes infimes. Il est adopté par le Conseil le 11 septembre. |
| 1770 | En février, une ordonnance enlève aux juges de paix la juridiction civile pour le recouvrement des sommes de moins de 3.15 livres. Une autre ordonnance rappelle l'ordonnance du 1764 et réforme l'administration de la Cour des plaidoyers communs. |
| 1772 | Le x, François-Joseph Cugnet, secrétaire de langue française du gouverneur Carleton, publie à Londres An Abstract of the several royal edicts and declarations, and provincial regulations and ordinances, that were in force in the province of Quebec in the time of the French government: and of the commissions of the several governours-general and intendants of the said province, during the same period de même que quelques autres compilations de.                                                                     |
| 1772 | Le 6 décembre, le solliciteur-général Alexander Wedderburn remet son rapport. |
| 1773 | Le x, l'avocat-général James Marriott remet son rapport au roi George III concernant un plan pour un code de lois du Québec,. |
| 1773 | Le 22 janvier, le procureur-général Edward Thurlow remet son rapport au Conseil du roi George III. |
| 1773 | Le 21 juillet, le pape Clément XIV fait paraître un bref annonçant la suppression de la Société de Jésus dans toute la chrétienté. |
| 1773 | Le 1er septembre, dans une lettre à Malcolm Fraser, François-Joseph Cugnet transmet le projet d'une pétition dans laquelle les anciens et nouveaux sujets s'unissent pour demander une réforme constitutionnelle du Québec. La réforme aurait introduit une Assemblée composée des représentants du peuple sans distinction d'origine ou de culte. |
| 1774 | Le 17 mai, un projet de loi sur le gouvernement du Québec (Quebec Government Bill) est déposé à la Chambre des lords. |
| 1774 | Le 7 octobre, le Parlement du Royaume-Uni de Grande-Bretagne adopte l'Acte qui pourvoit plus efficacement pour le gouvernement de la province de Québec dans l'Amérique du Nord. La loi telle qu'adoptée diffère du projet de loi initial en quelques points significatifs. |
| 1774 | Le 26 octobre, le Premier Congrès continental réuni à Philadelphie vote la publication d'une Lettre aux habitants de la Province de Québec. |
| 1774 | Le 12 novembre, des pétitions sont signées par un groupe d'anciens sujets pour le rappel de l'Acte de Québec. |
| 1774 | Le 8 décembre, le gouverneur Guy Carleton proclame l'entrée en vigueur de l'Acte de Québec. |
| 1775 | Le 20 avril, le gouverneur Guy Carleton désigne six conservateurs de la paix qui doivent entrer en fonction le 1er mai. Trois sont prévus pour le district de Québec et trois autres pour le district de Montréal. |
| 1775 | Le 3 janvier, le gouverneur Guy Carleton reçoit de nouvelles instructions privées avec le renouvellement de sa commission. Le refus du gouverneur de communiquer ses instructions aux Conseil législatif sera cause de désordres politiques. |
| 1775 | Le 1er mai, en vertu de l'Acte de Québec, toutes les cours de justices sont abolies. Le Conseil législatif laisse la province sans tribunaux jusqu'au 15 octobre. Six conservateurs de la paix sont nommés par Carleton durant l'intervalle : Adam Mabane, Thomas Dunn et Claude Panet pour le district de Québec et John Fraser, John Marteilhe et René Ovide Hertel de Rouville. |
| 1775 | Le 9 juin, le gouverneur Guy Carleton proclame la loi martiale. |
| 1775 | Le 25 octobre, Thomas Walker est arrêté car il est soupçonné de déloyauté. |
| 1775 | Le 12 novembre, Montréal capitule sans hostilité devant l'armée d'invasion du Congrès continental américain commandée par le général Richard Montgomery. |
| 1776 | Le 6 mai, le général John Burgoyne arrive à Québec avec des renforts de soldats britanniques. |
| 1776 | Le 15 juin, l'armée du Congrès commandée par Benedict Arnold évacue la province de Québec après la défaite de ses troupes à Trois-Rivières le 6 juin. Le gouvernement militaire britannique reprend le contrôle du district de Montréal par la suite. |
| 1776 | Le 23 juillet, Adam Mabane, Thomas Dunn et Jean-Claude Panet sont désignés juges civils pour le district de Québec. |
| 1776 | Le 8 août, par un décret (order-in-council), le gouverneur Carleton nome un Conseil privé de cinq personnes pour traiter des affaires publiques de la province. Cependant, puisque le gouverneur n'a pas publié ses instructions, cet ordre sera contesté par Peter Livius et d'autres conseillers législatifs comme contraire à l'Acte de Québec. |
| 1777 | Le 25 février, le gouverneur Carleton et son Conseil législatif adoptent la première ordonnance adoptée légalement en vertu de l'Acte de Québec. Cette ordonnance établit les Cours civiles de judicatures du Québec (ou tribunaux de justice). Une autre ordonnance du même jour réforme la procédure dans les cours civiles. |
| 1777 | Le 4 mars, une ordonnance établit les Cours de justice criminelle. |
| 1777 | Le 6 mars, Gabriel Taschereau de même que William Owen sont nommés juges à la Cour des plaidoyers communs. |
| 1777 | Le 31 mai, Peter Livius est nommé Juge en chef du Québec. |
| 1778 | Le x, adoption par le Parlement de la Grande-Bretagne du Colonial Tax Repeal Act par lequel la Grande-Bretagne renonce à son pouvoir de taxer les colonies directement. |
| 1778 | Le 8 avril, dans une résolution devant le Conseil législatif, le juge en chef Peter Livius demande au gouverneur Carleton qu'il communique les instructions de sa commission au Conseil législatif. La résolution est rejetée. |
| 1778 | Le 23 avril, dans une résolution devant le Conseil législatif, le juge en chef Peter Livius déclare le Conseil privé illégal et demande au gouverneur de remédier à la situation. Carleton proroge le Conseil législatif. |
| 1778 | Le 1er mai, le gouverneur Carleton informe Peter Livius qu'il n'exerce plus les fonctions de juge en chef. Carleton ne fournit pas de raison pour son geste et Peter Livius se rendra par la suite en Angleterre pour contester. |
| 1778 | Le 18 septembre, Frederick Haldimand est nommé gouverneur en replacement de Guy Carleton, qui avait remis sa démission après que le général Bourgoyne fut nommé commandant en chef de l'Amérique du Nord à sa place. Dans les instructions qui accompagnent sa commission, il lui est ordonné de proclamer l'habeas corpus et il lui est explicitement interdit (même en période de troubles) d'emprisonner des sujets Britanniques sans l'avis et l'approbation du Conseil législatif.                                             |
| 1778 | Le 23 septembre, Peter Livius, qui est passé à Londres, soumet une adresse au roi, qui est ensuite transmise aux Seigneurs commissaires pour le commerce et les plantations (Lord Commissaries for Trade and Plantation). En réponse à cette adresse, les Seigneurs demandèrent au gouverneur Carleton de leur communiquer les causes de la révocation de la commission du juge en chef Livius. |
| 1779 | Le 2 mars, un rapport des Seigneurs commissaires conclut que Livius avait été destitué sans motif valable. Le rapport est approuvé par le Conseil privé du roi le 29 mars. Cependant, Livius ne retourna pas au Canada. |
| 1779 | Le 11 mai, naissance de la Communauté des avocats de Québec. |
| 1780 | Le 27 septembre, arrestation du commerçant et juge de paix de Montréal, Pierre du Calvet par le capitaine Laws du 84e régiment. Il est incarcéré à bord du navire de guerre le Canceaux en rade à Québec. Le 14 novembre, il est transféré à la prison militaire de Québec et le 13 décembre au couvent des Récollets de Québec (transformé en prison) sous la surveillance du père Félix Berey Des Essarts. Du Calvet n'aura de cesse de réclamer qu'on lui fasse un procès en bonne et due forme et qu'on le libère sous caution. |
| 1782 | Le 30 novembre, signature des préliminaires du traité de paix de Paris par lequel la Grande-Bretagne reconnaît l'indépendance des États-Unis. |
| 1783 | Le 2 mai, Pierre du Calvet est libéré, au bout de 948 jours de détention, sans avoir subi de procès. |
| 1784 | En mars, publication à Londres du mémoire juridique The Case of Peter du Calvet. Pierre du Calvet entend faire le procès du général Frederick Haldimand pour violation de la constitution britannique dans l'exercice de sa fonction de gouverneur du Québec. |
| 1784 | Le 29 avril, Haldimand sanctionne une ordonnance (24 Geo. III, ch. 6) pour la sûreté et la liberté du sujet au Québec, qui introduit entre autres l'habeas corpus. |
| 1784 | En juin-juillet, publication à Londres du recueil de lettres intitulé Appel à la justice de l'État de Pierre du Calvet. Dans la « Lettre à Messieurs les Canadiens », du Calvet propose une réforme constitutionnelle. |
| 1784 | En novembre, le gouverneur Haldimand quitte Québec pour Londres et la direction de la province passe aux mains du lieutenant-gouverneur Henry Hamilton. |
| 1784 | Le 24 novembre, un groupe de quelque 850 anciens sujets et 1450 nouveaux sujets signent à Québec et à Montréal une pétition adressé au roi afin d'obtenir une Chambre d'assemblée dans laquelle seront admis tous les sujets, sans distinction de religion ou d'origine. Les comités de Montréal et de Québec préparent également un court mémoire qui détaille le plan d'une Chambre d'assemblée. Une pétition est également adressée à la Chambre des lords.                                                                      |
| 1784 | Le 29 novembre, Louis-Philippe Mariauchau d'Esgly est reconnu évêque de Québec à la suite de l'abdication de Jean-Olivier Briand le 20 novembre. |
| 1784 | Le 30 décembre, une assemblée publique se tient au couvent des révérends pères Récollets pour y adopter une série d'objections à la pétition du 24 novembre. Quelque 2 400 personnes signent cette contre-pétition,. |
| 1785 | Le x, le Conseil législatif publie une ordonnance qui est à l'origine de la séparation des professions d'avocat et de notaire au Québec. |
| 1785 | Le 21 avril, le procès par jury est introduit dans les affaires commerciales et les poursuites en dommages. |
| 1786 | Le 22 avril, le général Carleton, maintenant Lord Dorchester, reçoit une commission de gouverneur général du Québec. Carleton arrive à Québec le 23 octobre. |
| 1786 | Le 1er novembre, William Smith est nommé juge en chef du Québec. |
| 1787 | Le x, un groupe de citoyens soumet une mémoire au gouverneur Carleton pour demander que les biens des Jésuites soient rendus à leur destination primitive, soit le soutien de l'éducation et l'entretien de missions. |
| 1787 | Le 27 avril, le Conseil législatif adopte une adresse au gouverneur Carleton pour que le gouvernement enquête sur les accusations portées contre les juges des Cours des plaidoyers communs et l'administration de la justice en général au Québec. |
| 1788 | Le x, à Londres, publication anonyme de A Review of the government and grievances of the province of Quebec since the conquest of it by the British arms: to which is added, an appendix containing extracts from authentic papers. |
| 1788 | Le 24 juillet, le gouverneur Carleton augmente le nombre de districts judiciaires par lettre patentes. Isaac Ogden est nommé juge de la Cour de vice-amirauté du Québec. Alexander McDonnell, Duperon Baby, John Butler, Richard Duncan, James Clarke, Robert Hamilton, Edward Jessup, Isaac Man jr., Charles Robin, Neal McLean, Alexander McKee, Félix O'Hara, Jesse Pawling, William Robertson, Edward Southouse et John Stuart sont nommés juges à la Cour des plaidoyers communs.                                              |
| 1788 | Le 24 octobre, Nathaniel Petit, Peter Tenbrook et Benjamin Pawling sont nommés juges à la Cour des plaidoyers communs. |
| 1789 | Le x, publication d'un pamphlet intitulé State of the present form of government of the province of Quebec, with a large appendix: containing extracts from the minutes of an investigation into the past administration of justice in that province attribué au solliciteur général du Québec James Monk. |
| 1789 | Le 2 février, William Dummer Powell est nommé juge à la Cour des plaidoyers communs. |
| 1789 | Le 12 juin, Mgr Jean-François Hubert succède à Louis-Philippe Mariaucheau d'Esglis en tant qu'évêque de Québec. Louis-Philippe Mariaucheau d'Esglis est décédé à Orléans le 4 juin. |
| 1789 | Le 26 novembre, le président du Comité du Conseil législatif sur l'éducation remet son rapport. |
| 1790 | Le x, Mgr Jean-François Hubert présente une requête (ou pétition) au gouverneur Carleton pour que les biens des Jésuites soient rendus à leur destination primitive (le soutien de l'éducation et l'entretien des missions). |
| 1790 | Le x, à Londres, publication anonyme de Introduction to the observations made by the judges of the Court of Common Pleas for the District of Quebec: upon the oral and written testimony adduced upon the investigation into the past administration of justice, ordered in consequence of an address of the Legislative Council. Est attribué à Adam Mabane, Thomas Dunn et Pierre Panet. |
| 1790 | Le x, à Londres, publication anonyme de Answer to an Introduction to the observations made by the judges of the Court of Common Pleas, for the district of Quebec, upon the oral and written testimony adduced upon the investigation, into the past administration of justice, ordered in consequence of an address to the Legislative Council, with remarks on the Laws and Government of the Province of Quebec. Est attribué à Francis Maseres,.                                                                                |
| 1791 | Le 25 février, le premier ministre britannique William Pitt le Jeune présente à la Chambre des communes britannique un message provenant du roi concernant le projet de diviser le Québec en deux provinces,. |
| 1791 | Le 4 mars, la Chambre des communes prend en considération le message du roi du 25 février. Le premier ministre britannique William Pitt le Jeune esquisse le projet de réforme constitutionnelle qu'il entend présenter à la Chambre. La Chambre accepte d'étudier le projet de loi constitutionnelle pour le Québec,. |
| 1791 | Le 8 avril, M. Hussey dépose devant la Chambre des communes une pétition contre le projet de loi de la part de marchands et manufacturiers intéressés dans le commerce avec Québec. En conséquence de la pétition, M. Hussey propose que le projet de loi soit renvoyé au comité qui l'a présenté pour l'amender. La proposition est secondée par Charles James Fox,. |
| 1791 | Le 19 avril, un order-in-council du Conseil privé du roi divise la province de Québec en deux provinces. |
| 1791 | Le 21 avril, débat sur la motion de M. Hussey. La motion est rejetée et le projet de loi passe en deuxième lecture,. |
| 1791 | Le 6 mai, de même que le 11, 12 et 16 du même, débats sur le projet de loi constitutionnelle du Québec. Edmund Burke met fin à son amitié avec Charles James Fox durant les débats,. |
| 1791 | Le 30 mai, débat à la Chambre des lords sur le projet de loi constitutionnelle du Québec. |
| 1791 | Le 10 juin, la Loi constitutionnelle (Constitutional Act, 1790) est adopté par le Parlement britannique. 31 Geo.III, c.31 (G.-B.). |
| 1791 | Le 13 septembre, Guy Carleton est nommé gouverneur général de l'Amérique du Nord britannique. |
| 1791 | Le 18 novembre, l'administrateur Alured Clarke proclame l'entrée en vigueur de la Loi constitutionnelle concernant les Provinces du Bas-Canada et du Haut-Canada ,. |
| 1792 | Le 17 décembre, ouverture de la première session du Parlement du Bas-Canada. Bien que les francophones, majoritairement natifs du Bas-Canada, forment la majorité des représentants, un groupe de députés anglophones tentent de faire élire un unilingue anglophone à la présidence de l'Assemblée législative. C'est plutôt le candidat de la majorité Jean-Antoine Panet, député de Québec (Haute-Ville), qui est élu président (orateur),.                                                                                      |
| 1793 | Le 21 janvier, un groupe de députés anglophones mené par le député de Montréal-Est John Richardson tentent de faire déclarer l'anglais langue unique des affaires de l'Assemblée législative. La Chambre adopte plutôt la résolution de tenir son journal dans les deux langues,. |
| 1793 | Le 22 janvier, deux motions tentant d'établir la primauté de la langue anglaise dans toute la législation du Bas-Canada sont rejetées par la majorité des députés. |
| 1793 | Le 23 janvier, la Chambre d'assemblée adopte une résolution concernant la langue de la législation. Les projets de lois seront présentés dans les deux langues dès la première lecture, mais la langue de la loi sera le français pour le droit civil et l'anglais pour le droit criminel de façon à maintenir l'unité des corpus. |
| 1793 | Le 19 février, le gouverneur Guy Carleton, 1er baron Dorchester, propose l'union des provinces du Bas-Canada et du Haut-Canada au gouvernement britannique. Le secrétaire d'État à l'Intérieur Henry Dundas rejette le projet. |